# Dumitru Ciobotaru
Dumitru Ciobotaru (ur. 8 stycznia 1927 w Gałaczu, zm. w październiku 2007) – rumuński pięściarz, uczestnik Igrzysk Olimpijskich w 1952 w Helsinkach. Na igrzyskach wziął udział w turnieju w wadze półciężkiej. W drugiej rundzie przegrał z Finem Harrym Siljanderem. Po latach kolega z reprezentacji olimpijskiej w Helsinkach, Vasile Tiță, mówił, że Ciobotaru był silny i odważny.